# Veslování na Letních olympijských hrách 2004
Veslování na Letních olympijských hrách 2004 v Athénách.

## Medailisté

### Muži
| Disciplína                          | Zlato | Stříbro | Bronz |
| Skif                                | Olaf Tufte · Norsko (NOR) | Jüri Jaanson · Estonsko (EST) | Ivo Yanakiev · Bulharsko (BUL) |
| Dvojskif                            | Francie (FRA) · Sébastien Vieilledent · Adrien Hardy | Slovinsko (SLO) · Luka Špik · Iztok Čop | Itálie (ITA) · Rossano Galtarossa · Alessio Sartori · |
| Čtyřka bez kormidelníka lehkých vah | Polsko (POL) · Tomasz Kucharski · Robert Sycz | Francie (FRA) · Frédéric Dufour · Pascal Touron | Řecko (GRE) · Vasileios Polymeros · Nikolaos Skiathitis |
| Párová čtyřka                       | Rusko (RUS) · Nikolai Spinev · Igor Kravtsov · Alekseij Svirin · Sergej Fedorovtsev                                                                                        | Česko (CZE) · David Kopřiva · Tomáš Karas · Jakub Hanák · David Jirka | Ukrajina (UKR) · Sergij Grin · Sergij Bilushchenko · Oleg Lykov · Leonid Shaposhnikov                                                                                     |
| Dvojka bez kormidelníka             | Austrálie (AUS) · Drew Ginn · James Tomkins | Chorvatsko (CRO) · Siniša Skelin · Nikša Skelin | Jihoafrická republika (RSA) · Donovan Cech · Ramon di Clemente |
| Čtyřka bez kormidelníka             | Velká Británie (GBR) · Steve Williams · James Cracknell · Ed Coode · Matthew Pinsent                                                                                       | Kanada (CAN) · Cameron Baerg · Thomas Herschmiller · Jake Wetzel · Barney Williams | Itálie (ITA) · Lorenzo Porzio · Dario Dentale · Luca Agamennoni · Raffaello Leonardo                                                                                      |
| Čtyřka bez kormidelníka lehkých vah | Dánsko (DEN) · Thor Kristensen · Thomas Ebert · Stephan Mølvig · Eskild Ebbesen                                                                                            | Austrálie (AUS) · Glen Loftus · Anthony Edwards · Ben Cureton · Simon Burgess | Itálie (ITA) · Lorenzo Bertini · Catello Amarante · Salvatore Amitrano · Bruno Mascarenhas                                                                                |
| Osmiveslice                         | Spojené státy americké (USA) · Jason Read · Wyatt Allen · Chris Ahrens · Joseph Hansen · Matt Deakin · Dan Beery · Beau Hoopman · Bryan Volpenhein · Peter Cipollone (cox) | Nizozemsko (NED) · Matthijs Vellenga · Gijs Vermeulen · Jan-Willem Gabriëls · Daniël Mensch · Geert Jan Derksen · Gerritjan Eggenkamp · Diederik Simon · Michiel Bartman · Chun Wei Cheung (cox) | Austrálie (AUS) · Stefan Szczurowski · Stuart Reside · Stuart Welch · James Stewart · Geoffrey Stewart · Boden Hanson · Mike McKay · Stephen Stewart · Michael Toon (cox) |

### Ženy
| Disciplína              | Zlato | Stříbro | Bronz |
| Skif                    | Katrin Rutschow-Stomporowski · Německo (GER) | Jekatěrina Karstenová · Bělorusko (BLR) | Rumyana Neykova · Bulharsko (BUL) |
| Dvojskif                | Nový Zéland (NZL) · Georgina Evers-Swindell · Caroline Evers-Swindell | Německo (GER) · Peggy Waleska · Britta Oppelt | Velká Británie (GBR) · Sarah Winckless · Elise Laverick |
| Dvojskif lehkých vah    | Rumunsko (ROU) · Constanţa Burcică · Angela Alupei | Německo (GER) · Daniela Reimer · Claudia Blasberg | Nizozemsko (NED) · Kirsten van der Kolk · Marit van Eupen |
| Párová čtyřka           | Německo (GER) · Kathrin Boronová · Meike Evers · Manuela Lutze · Kerstin El Qalqili                                                                                                   | Velká Británie (GBR) · Alison Mowbray · Debbie Flood · Frances Houghton · Rebecca Romerová                                                                                          | Austrálie (AUS) · Dana Faletic · Rebecca Sattin · Amber Bradley · Kerry Hore |
| Dvojka bez kormidelníka | Rumunsko (ROU) · Georgeta Damianová · Viorica Susanuová | Velká Británie (GBR) · Katherine Grainger · Cath Bishop | Bělorusko (BLR) · Yuliya Bichyk · Natallia Helakh |
| Osmiveslice             | Rumunsko (ROU) · Rodica Florea · Viorica Susanuová · Aurica Bărăscu · Ioana Papuc · Liliana Gafencuová · Elisabeta Lipăová · Georgeta Damianová · Doina Ignat · Elena Georgescu (cox) | Spojené státy americké (USA) · Kate Johnson · Samantha Magee · Megan Dirkmaat · Alison Cox · Caryn Davies · Laurel Korholz · Anna Mickelson · Lianne Nelson · Mary Whippleová (cox) | Nizozemsko (NED) · Froukje Wegman · Marlies Smulders · Nienke Hommes · Hurnet Dekkers · Annemarieke van Rumpt · Annemiek de Haan · Sarah Siegelaar · Helen Tanger · Ester Workel (cox) |

## Přehled medailí
| Pořadí | Země                         | Zlato | Stříbro | Bronz | Celkově |
| ------ | ---------------------------- | ----- | ------- | ----- | ------- |
| 1      | Rumunsko (ROU)               | 3     | 0       | 0     | 3       |
| 2      | Německo (GER)                | 2     | 2       | 0     | 4       |
| 3      | Velká Británie (GBR)         | 1     | 2       | 1     | 4       |
| 4      | Austrálie (AUS)              | 1     | 1       | 2     | 4       |
| 5      | Francie (FRA)                | 1     | 1       | 0     | 2       |
| 5      | Spojené státy americké (USA) | 1     | 1       | 0     | 2       |
| 7      | Dánsko (DEN)                 | 1     | 0       | 0     | 1       |
| 7      | Nový Zéland (NZL)            | 1     | 0       | 0     | 1       |
| 7      | Norsko (NOR)                 | 1     | 0       | 0     | 1       |
| 7      | Polsko (POL)                 | 1     | 0       | 0     | 1       |
| 7      | Rusko (RUS)                  | 1     | 0       | 0     | 1       |
| 12     | Bělorusko (BLR)              | 0     | 1       | 1     | 2       |
| 12     | Nizozemsko (NED)             | 0     | 1       | 2     | 3       |
| 14     | Kanada (CAN)                 | 0     | 1       | 0     | 1       |
| 14     | Chorvatsko (CRO)             | 0     | 1       | 0     | 1       |
| 14     | Česko (CZE)                  | 0     | 1       | 0     | 1       |
| 14     | Estonsko (EST)               | 0     | 1       | 0     | 1       |
| 14     | Slovinsko (SLO)              | 0     | 1       | 0     | 1       |
| 19     | Itálie (ITA)                 | 0     | 0       | 3     | 3       |
| 20     | Bulharsko (BUL)              | 0     | 0       | 2     | 2       |
| 21     | Řecko (GRE)                  | 0     | 0       | 1     | 1       |
| 21     | Jihoafrická republika (RSA)  | 0     | 0       | 1     | 1       |
| 21     | Ukrajina (UKR)               | 0     | 0       | 1     | 1       |
| Celkem | Celkem                       | 14    | 14      | 14    | 42      |